# 诺夫霍罗德-锡韦尔斯基
诺夫霍罗德-锡韦尔斯基（烏克蘭語：Новгород-Сіверський，羅馬化：Novhorod-Siverskyi，發音：[ˈnɔu̯ɦorod ˈs⁽ʲ⁾iwersʲkɪj] ⓘ），又按俄语名译为诺夫哥罗德-谢韦尔斯基，是乌克兰北部切爾尼戈夫州诺夫霍罗德-锡韦尔斯基区诺夫霍罗德-锡韦尔斯基市镇内的城市，为该区及该市镇的行政中心（该市在2020年7月18日前为该州的州辖市，并不在该区的管辖范围内）。该市位于傑斯納河畔，距离首都基輔约330公里，距乌俄边境约45公里。面积11.81平方公里，海拔高度140米，2022年人口数量为12,375人。

## 历史
该城于1044年第一次见载于史册。在古罗斯时代，该地是一个重要的公国。著名的史诗《伊戈尔远征记》的主人公勇者伊戈尔曾为诺夫哥罗德-谢韦尔斯基公国的王公。1239年，西征的蒙古人摧毁了该城。后来它被向东扩张的立陶宛大公国吞并。1500年，诺夫霍罗德-锡韦尔斯基王公瓦西里·伊万诺维奇·舍米亚契奇携封地归顺莫斯科大公伊凡三世，使该城重归俄国人所有。但在留里克王朝绝嗣后的混乱时期，该城再度被波蘭立陶宛聯邦占领。罗曼诺夫王朝建立初期，因国力低迷也没能夺回该城。直到沙皇阿列克谢·米哈伊洛维奇·罗曼诺夫在位时期，俄国在俄波战争中获胜，才最终收复了该城（同时夺取了左岸乌克兰）。

## 图集

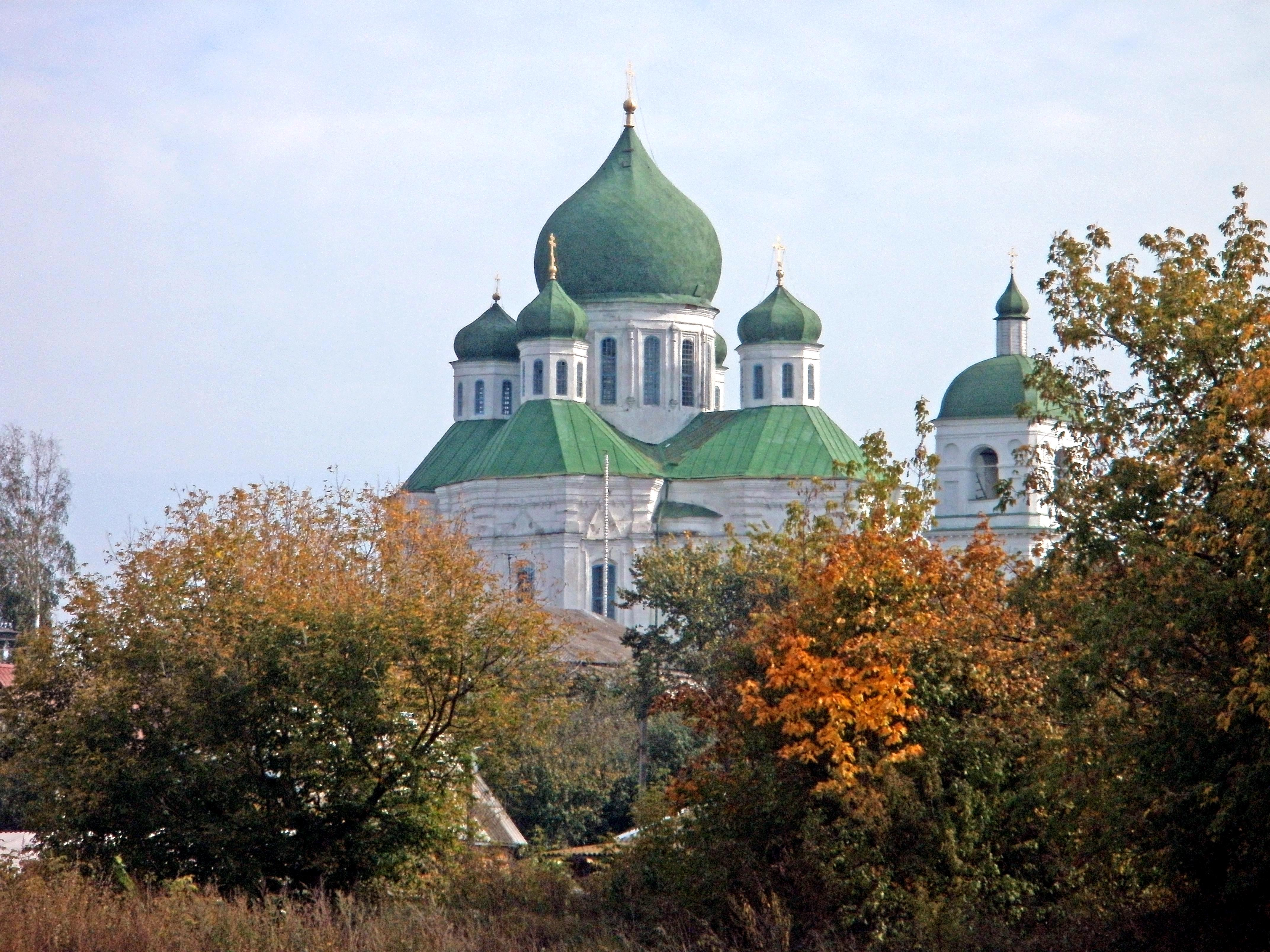
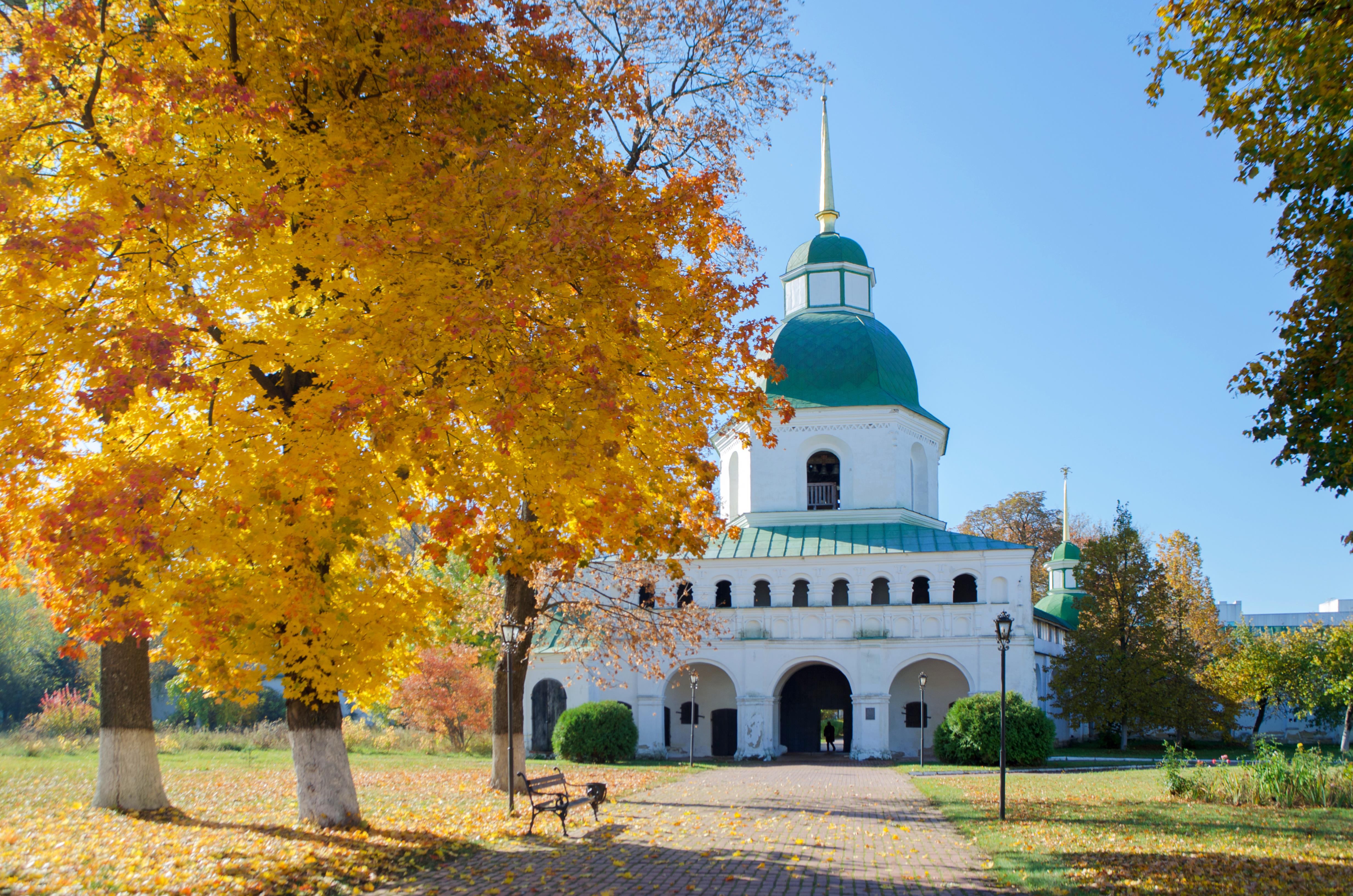
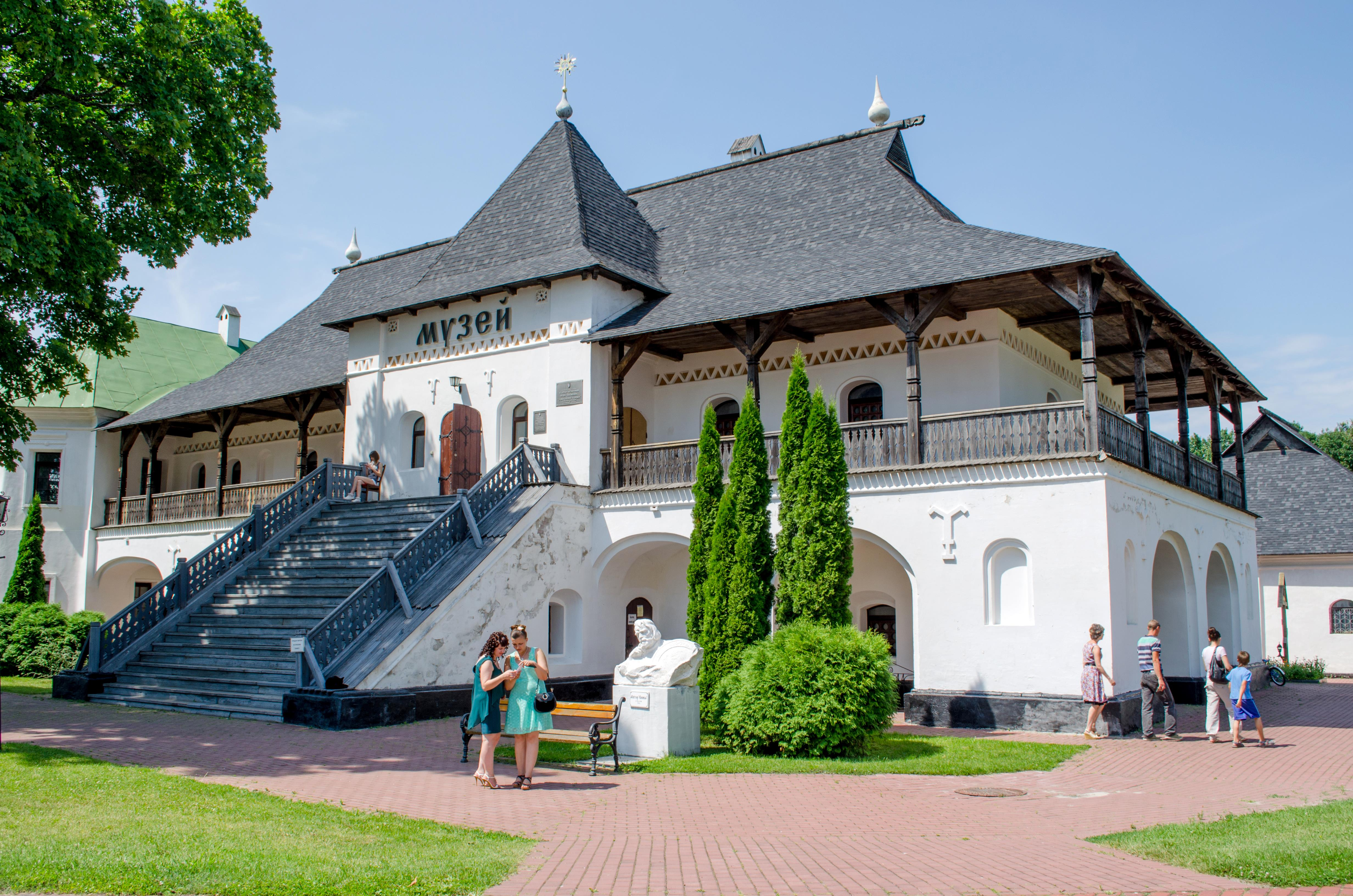
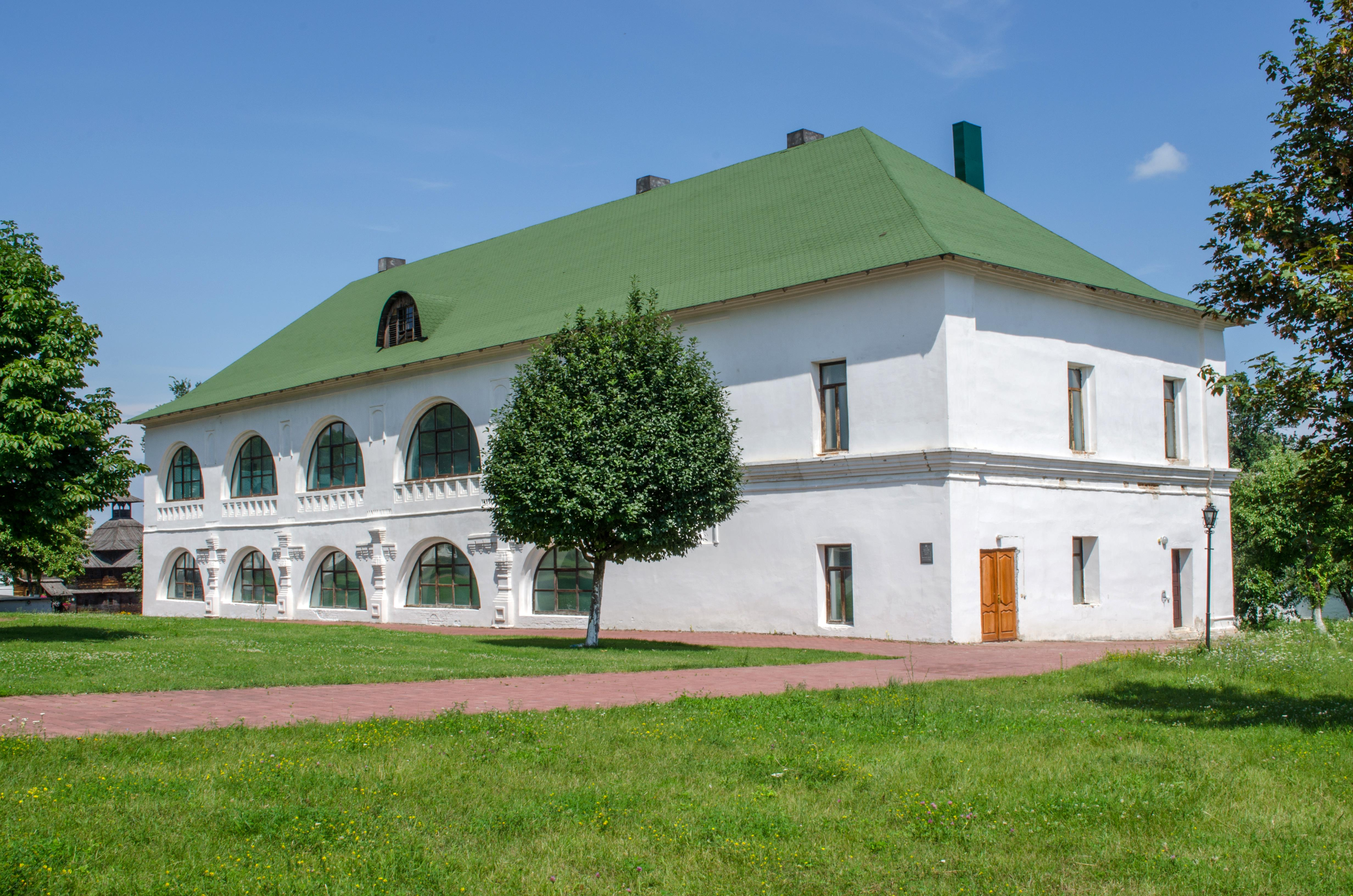
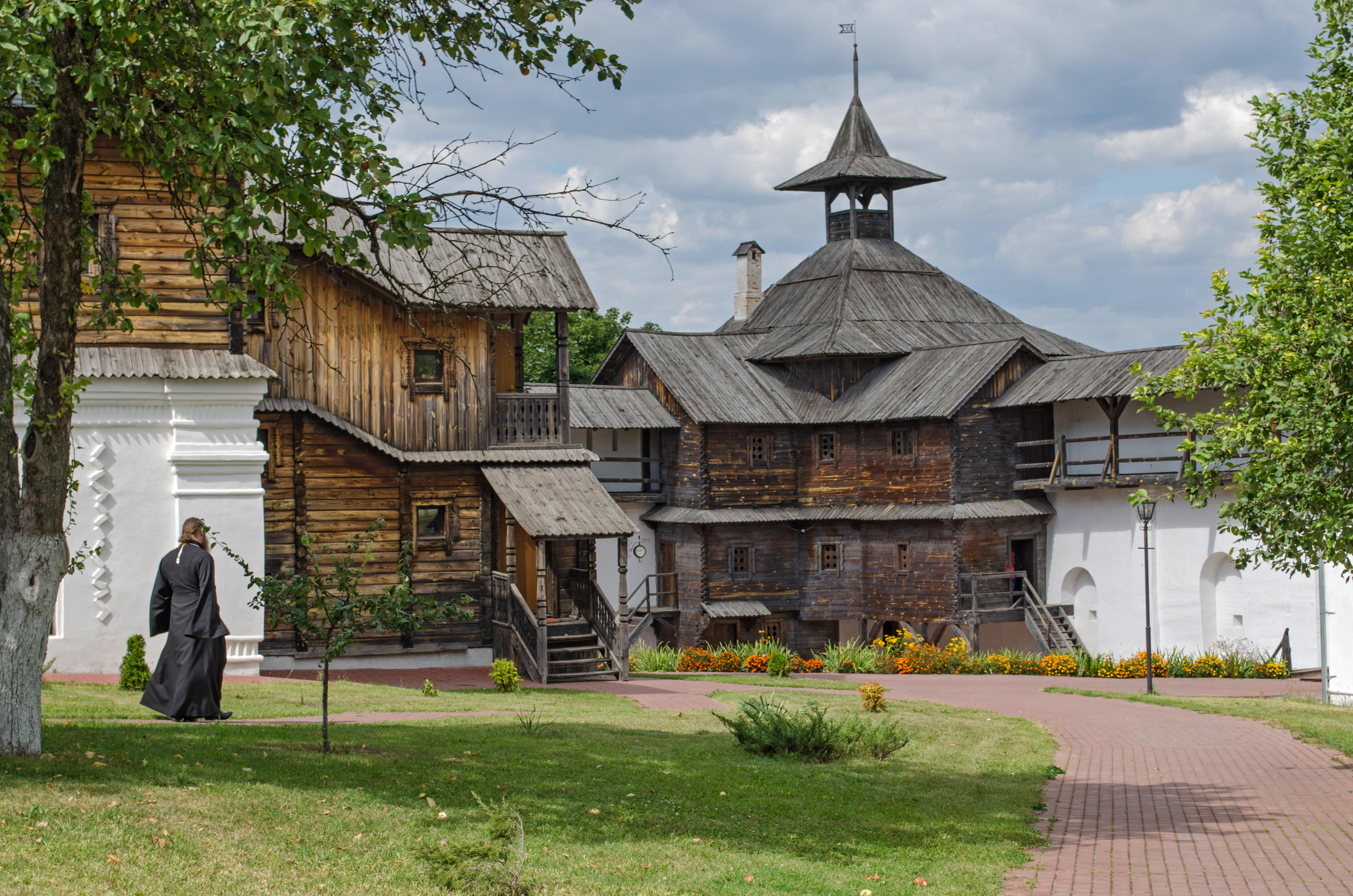
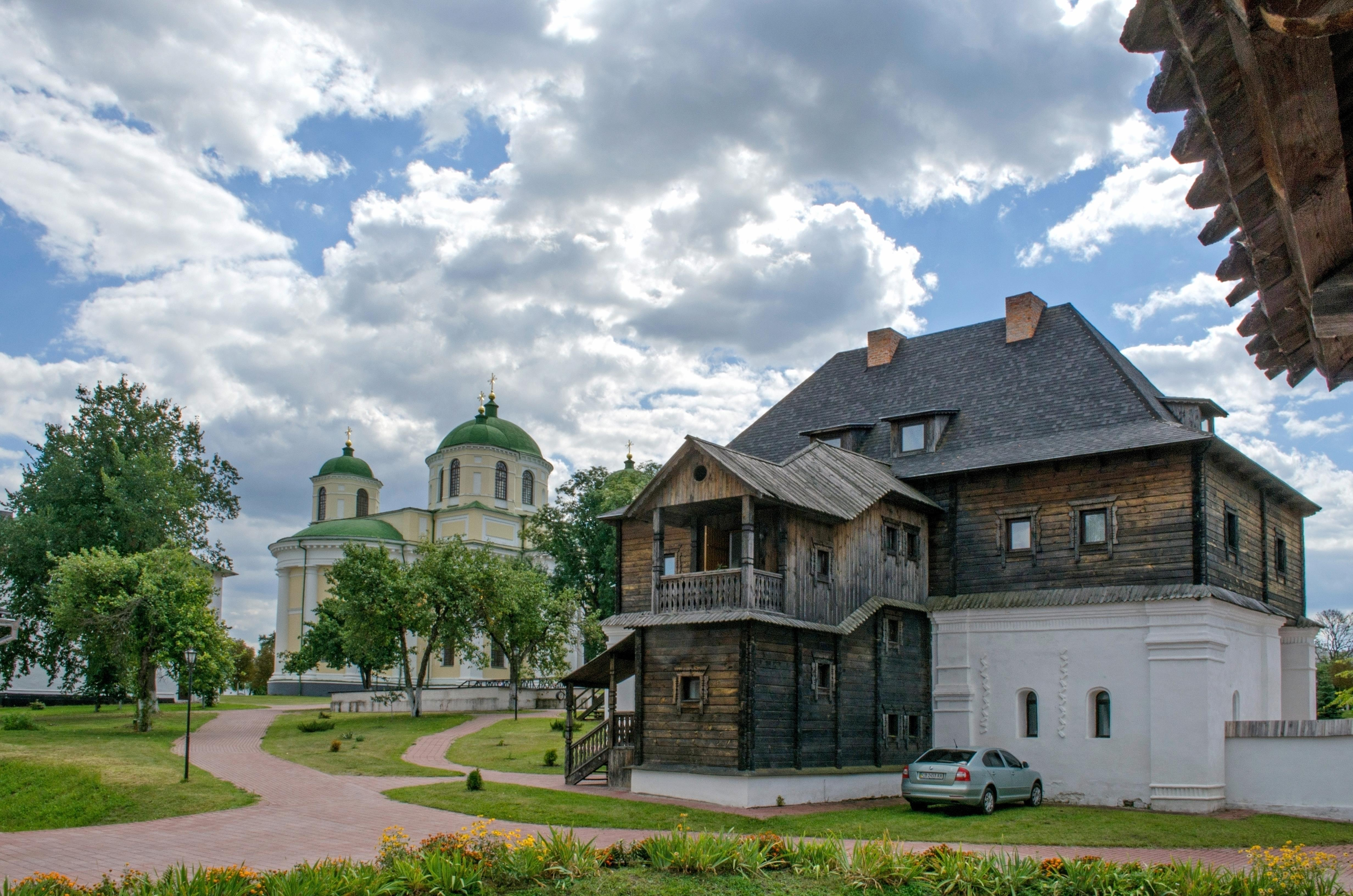
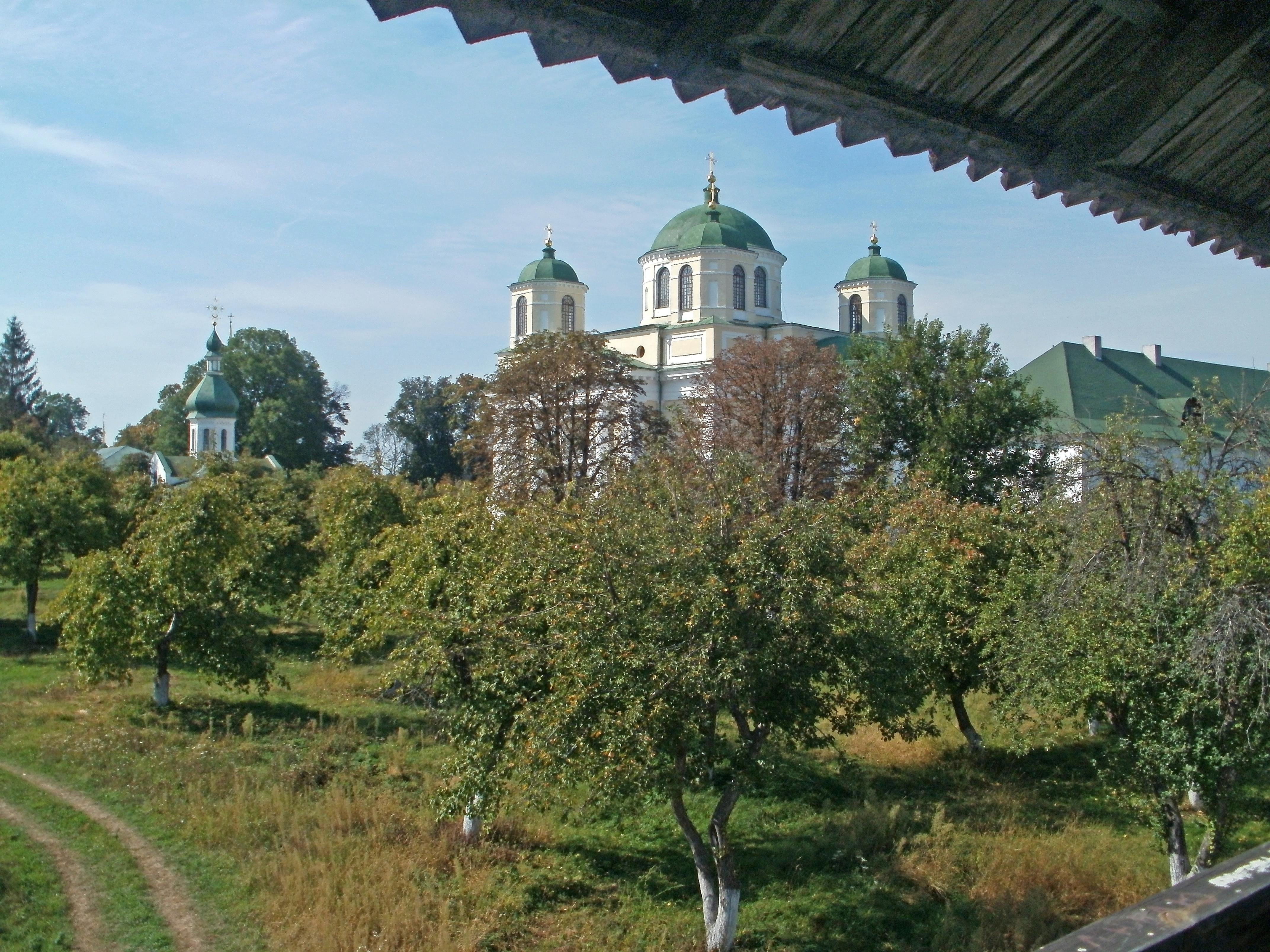
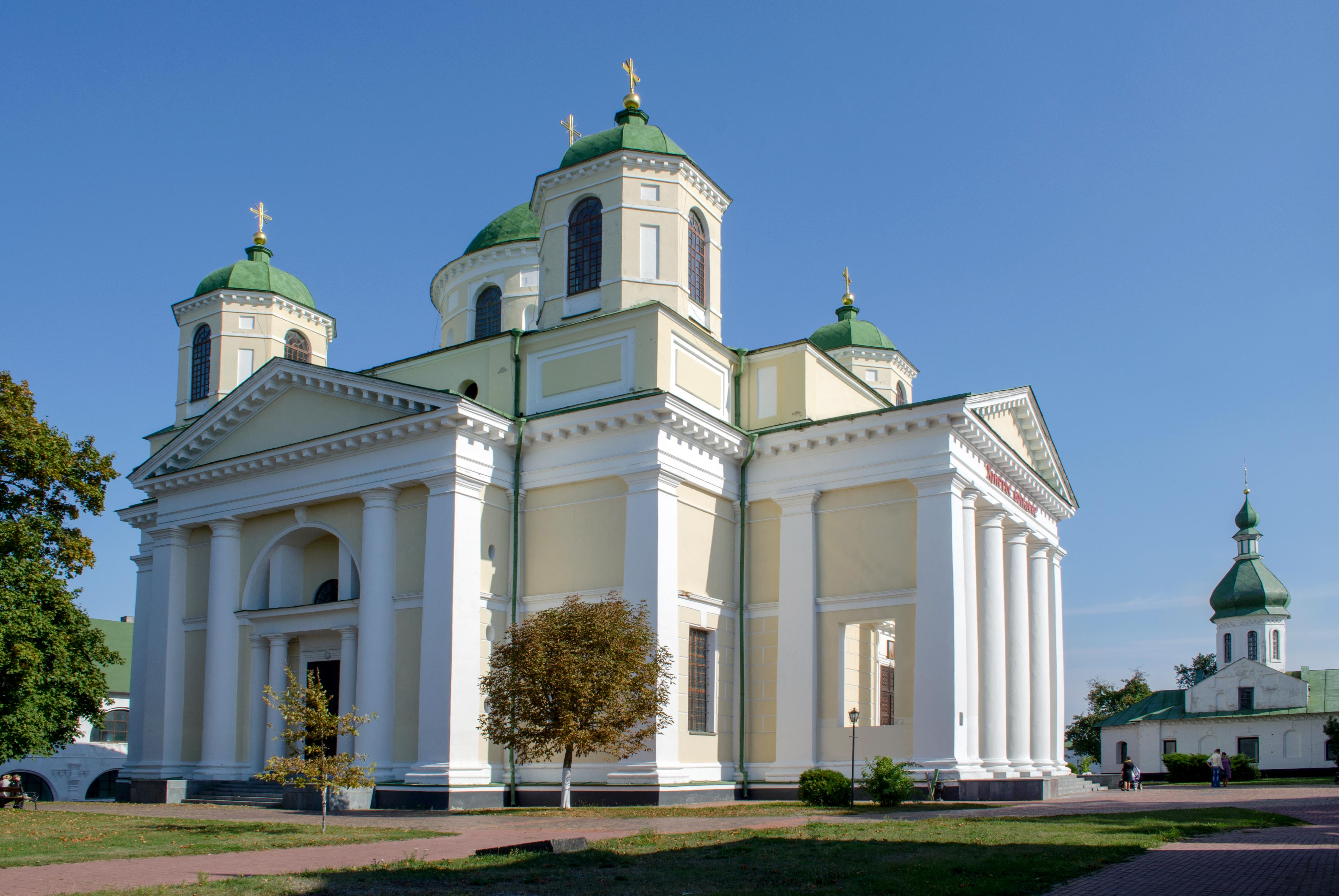
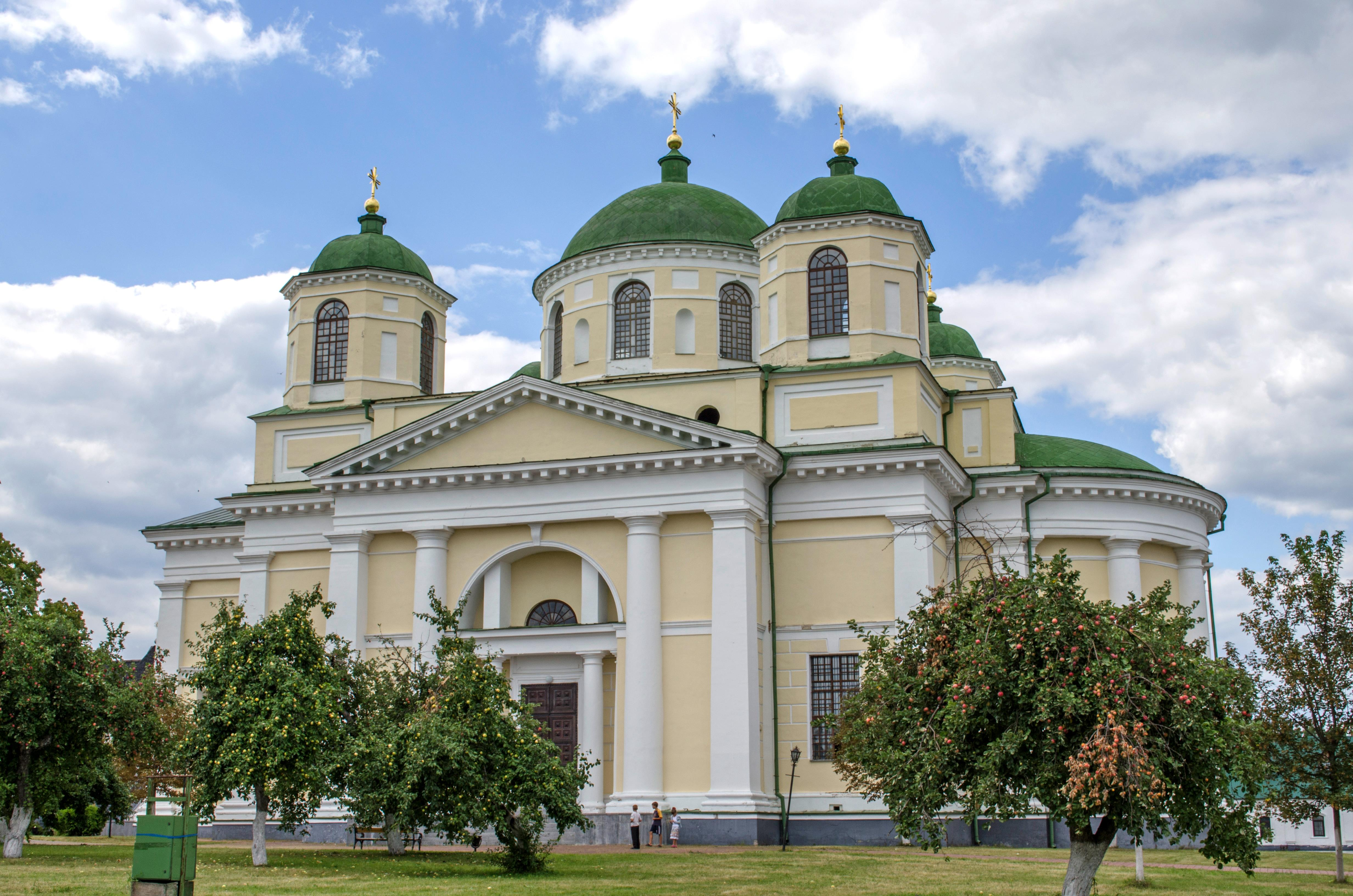
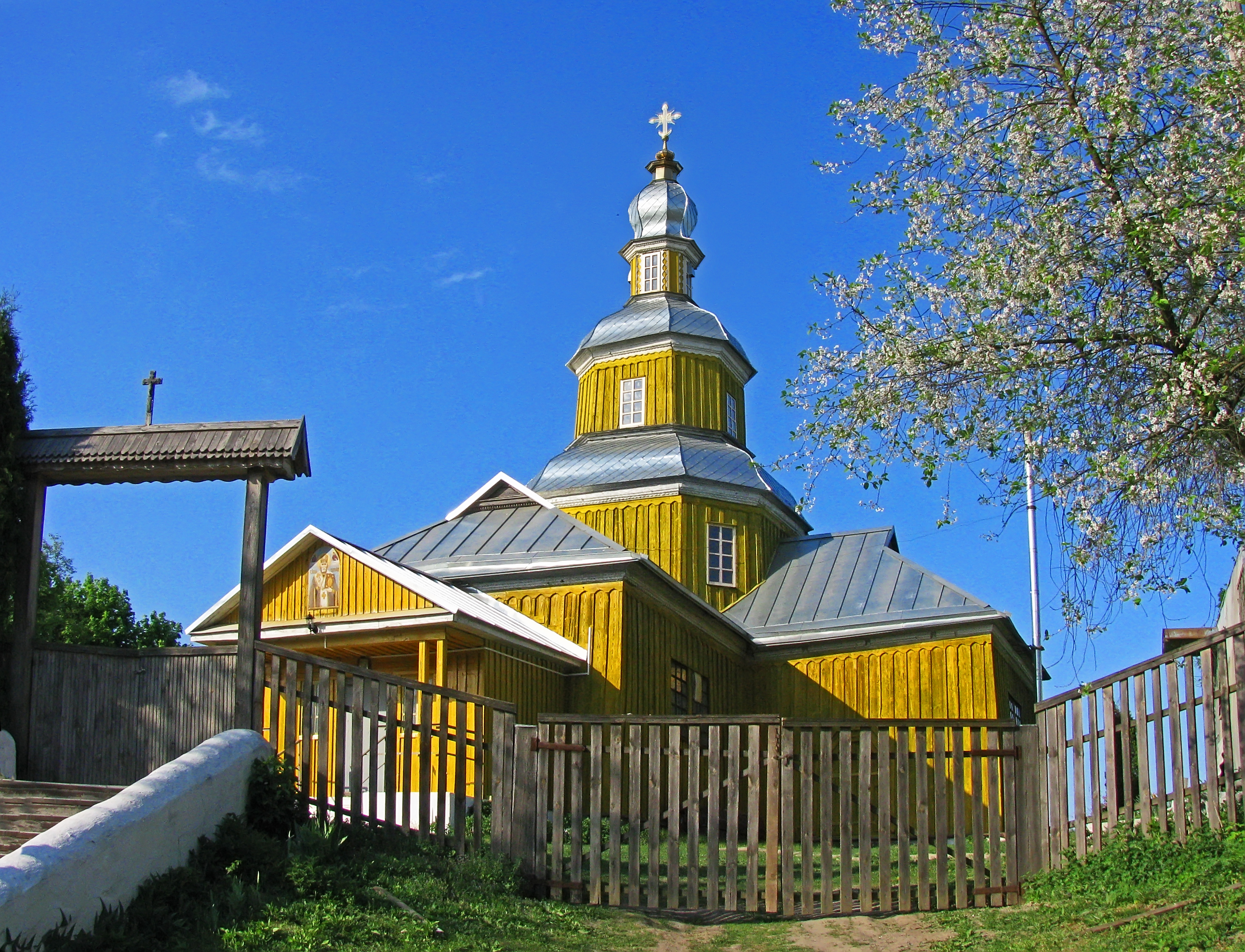
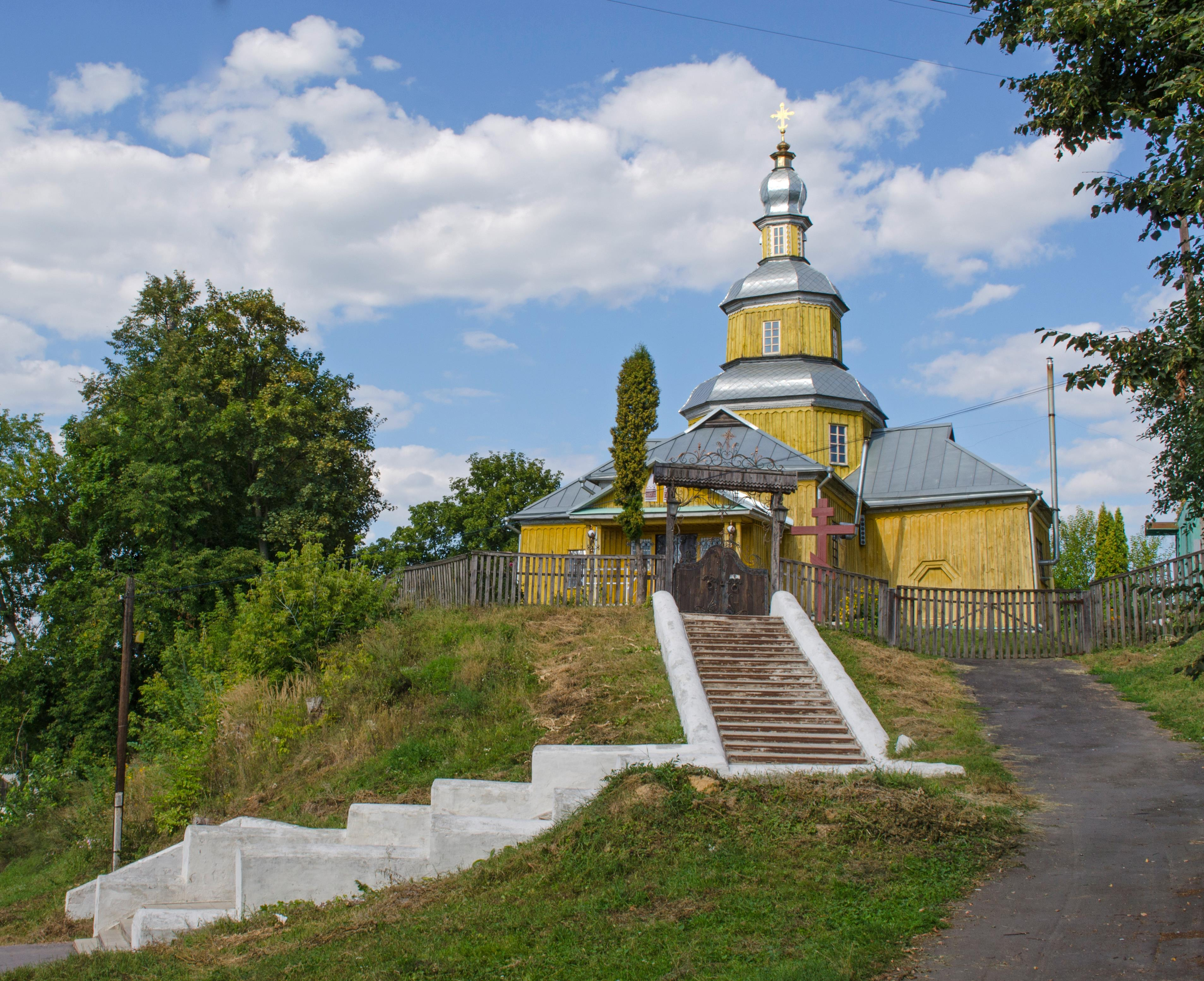
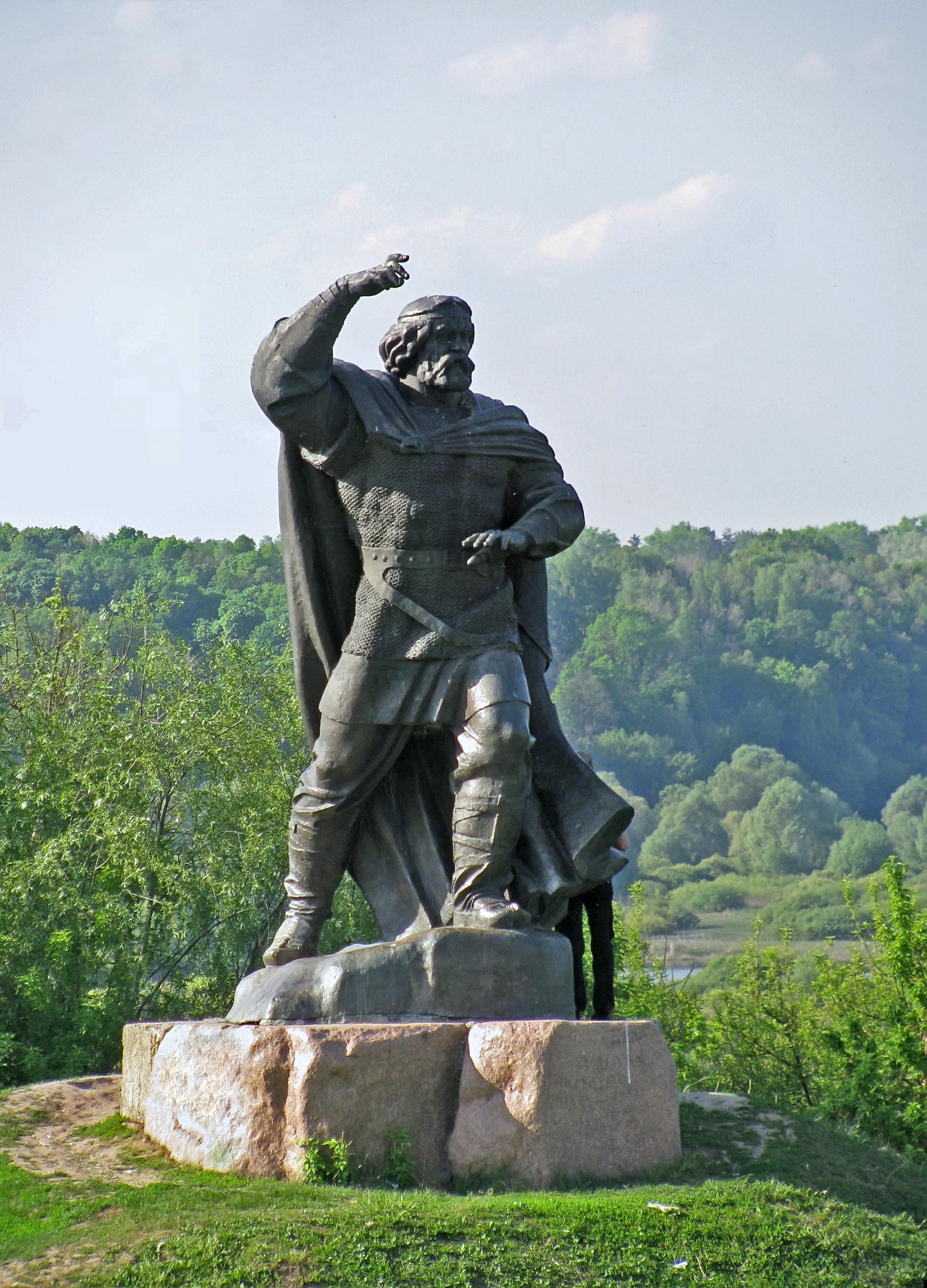

## 備注
1. ↑  俄语：，羅馬化：Novgorod-Severskiy